# 極地紀錄冰川
極地紀錄冰川是南極洲的冰川，位於帕布利凱申斯冰架中部，流經梅克納塔內冰原島峰和多德島之間，該冰川在1952年根據美國海軍的空中照片被繪入地圖。
(69°45′S 75°30′E / 69.750°S 75.500°E